# Leineschloss
Il Leineschloss (tradotto letteralmente "Castello del Leine") è un castello della città di Hannover, in Bassa Sassonia, Germania. Il castello, posto lungo le rive del fiume Leine, era inizialmente costituito da un edificio in graticcio edificato a partire dal 1637 ed ampliato successivamente. Dal 1837 al 1866 fu la residenza dei re di Hannover.

## Storia

### Il primo palazzo

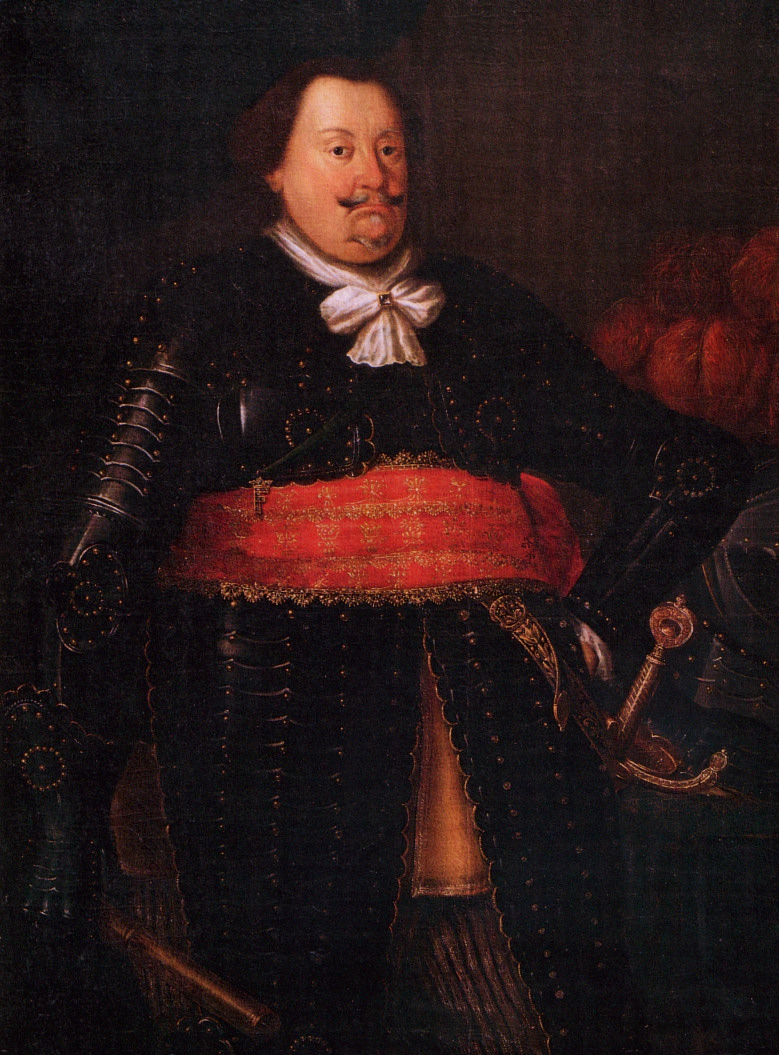
Il duca Giorgio di Brunswick-Lüneburg fece costruire il Leineschloss sopra un precedente monastero di frati minori

Il castello odierno sorge sul sito del monastero dei frati minori di Hannover chiamato Münchehof, fondato nel 1291 e situato all'interno delle mura della città, direttamente sul fiume Leine. Il monastero fu secolarizzato durante la riforma protestante, nel 1533.
Il castello venne costruito sul sito del monastero per iniziative del duca Giorgio di Brunswick-Lüneburg che dal 1635 aveva prescelto la città di Hannover come propria residenza ufficiale.
Quando il monastero fu trasformato in castello nel 1637, della precedente struttura rimase solo la chiesa, che venne consacrata come cappella del castello quando i lavori vennero completati nel 1642. Il castello venne eretto come edificio a graticcio e si rivelò di forme e dimensioni modeste a causa delle gravi difficoltà economiche che il ducato stava attraversando nel corso della Guerra dei Trent'anni. Nel 1652 venne allestito il primo orto giardino del castello nella vicina Linden a cui nel 1666 si aggiunse il giardino di Herrenhausen.

### Il primo ampliamento e l'occupazione

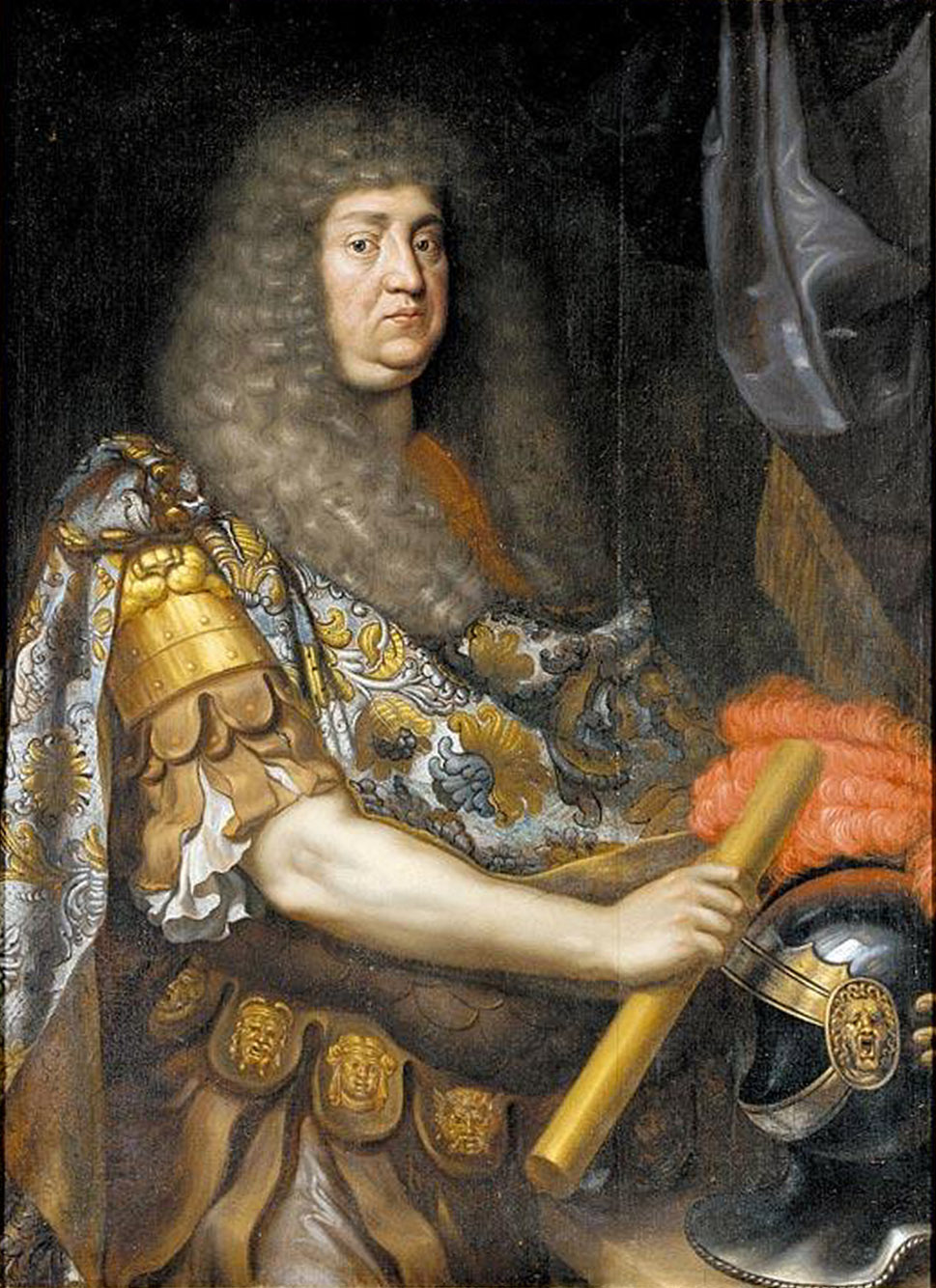
Il duca Giovanni Federico di Brunswick-Lüneburg avviò i primi lavori di ampliamento del castello nel 1665

Dal 1665 il duca Giovanni Federico di Brunswick-Lüneburg fece allestire nel castello una cripta principesca e vi alloggiò un convento di cappuccini. Ad ogni modo egli avviò un processo di miglioramento della struttura costruita vent'anni prima con l'utilizzo di nuove decorazioni. Il suo successore, il futuro primo elettore di Hannover, Ernesto Augusto di Brunswick-Lüneburg, decise ad ogni modo di sciogliere nuovamente il monastero nel 1680, essendo egli anche un vescovo protestante.
Il castello sorgeva nello centro storico della città, ed appariva inizialmente stretto tra diverse case che lo rendevano poco imponente e rappresentativo. Nel 1680 Ernesto Augusto fece demolire 42 case presso il fiume Leine per dar sfogo ad un ampliamento del castello. 
Nel 1686 venne realizzato un ponte, lo Schlossbrücke, sopra il fiume Leine dall'architetto italiano Girolamo Sartorio, con l'intento di sgravare il vicino ponte Leintor. Ai tempi si poteva, attraversando il ponte, passare direttamente all'interno dell'edificio.
Nel 1690, venne realizzato un teatro dell'opera in legno con 1300 posti a sedere e splendidi arredi.
Nel 1698, l'elettore Giorgio Luigi avviò una completa riprogettazione degli interni del castello in stile barocco per quanto, dal 1714, come re di Gran Bretagna, venne chiamato a risiedere a Londra. Egli ad ogni modo non mancò di soggiornare spesso ad Hannover, seguendo personalmente l'evolversi dei lavori. Tra i personaggi famosi che fecero visita al palazzo si ricordano George Frideric Handel, lo zar Pietro I di Russia, il principe Eugenio di Savoia ed il generale John Churchill, I duca di Marlborough.
Nel 1741, a causa di un incendio, andò distrutta l'ala nord-occidentale del palazzo che venne ricostruita l'anno successivo.
Nel 1797 venne avviata la quarta fase di costruzione del castello, ma per la posizione particolare come sovrani di Gran Bretagna, i successori di Giorgio Luigi furono sempre meno presenti ad Hannover, governando lo stato tramite un loro rappresentante. Dal 1803 al 1813, ad ogni modo, i lavori dovettero interrompersi a causa dell'occupazione francese del Leineschloss. Le truppe del generale Édouard Adolphe Casimir Joseph Mortier saccheggiarono il castello, che successivamente cadde in rovina. Girolamo Bonaparte, come re di Vestfalia, donò l'edificio alla città di Hannover e vi fece allestire all'interno una caserma capace di ospitare sino a 3000 uomini.
Nel corso dei secoli, il Leineschloss si era sviluppato in un grande complesso edilizio ma architettonicamente incoerente.

### Le modifiche di Leves

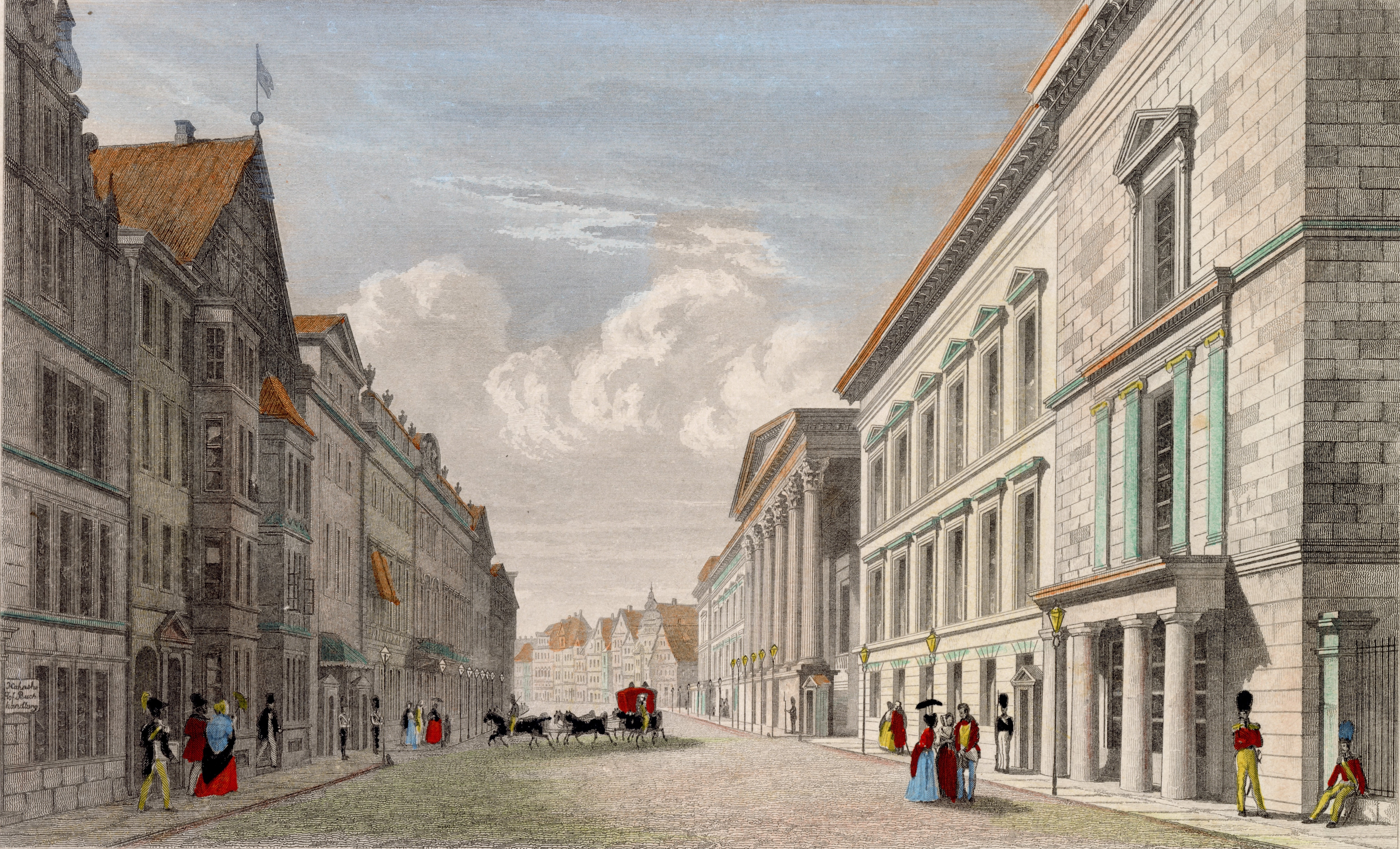
Il Leineschloss nel 1843 dopo le modifiche di Laves, in un'incisione su acciaio di Louis Hoffmeister da un disegno di Georg Osterwald

I cambiamenti strutturali più significativi della quinta fase di costruzione del castello risalgono all'influenza dell'architetto di corte Georg Ludwig Friedrich Laves. Dopo il congresso di Vienna, l'Hannover venne elevato al rango di regno e pertanto i nuovi sovrani decisero di modificare il Leineschloss per farne un edificio maggiormente rappresentativo dello status raggiunto. Laves diede al castello uno stile neoclassico durante i lavori di ristrutturazione tra il 1816 ed il 1844. La struttura venne prevista di tre piano con tetto mansardato, mentre il lato verso il fiume sarebbe stato mantenuto in stile barocco. L'ingresso venne costituito da un portico contraddistinto da sei colonne corinzie, sormontate da un timpano triangolare con al centro lo stemma della famiglia reale di Hannover.
Come elemento costruttivo particolare, Laves progettò la costruzione di un giardino d'inverno verso il fiume, come voluto dalla regina Federica nel 1839.
Anche in questa nuova campagna di costruzione, ad ogni modo, il castello rimase perlopiù incompiuto. Nel 1856, infatti, re Giorgio V decise di non ampliare ulteriormente il castello ma di investire piuttosto sul Welfenschloss che egli aveva voluto personalmente far erigere come luogo di rappresentanza e celebrazione della sua casata. Architettonicamente incompiuto, il Leineschloss era però agibile in buona parte e pertanto dal 1862 vi venne trasferito il parlamento dell'Hannover.
L'annessione dell'Hannover alla Prussia venne annunciata proprio nel Leineschloss nel 1866. Le istituzioni prussiane della città presero sede nel castello ed il kaiser Guglielmo II di Germania vi pernottò almeno venti volte nel corso della sua vita.

### Dal Novecento ad oggi

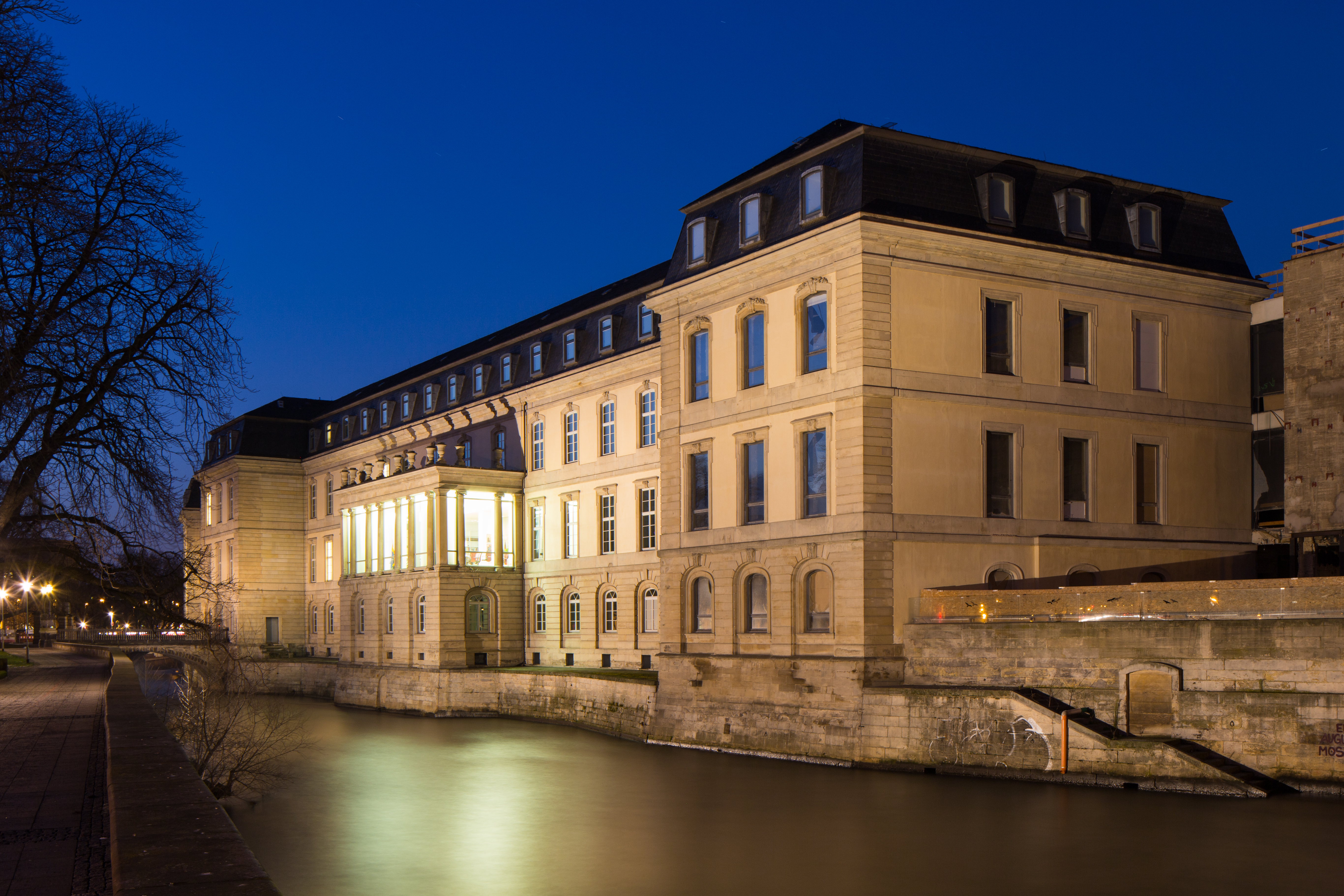
Il Leineschloss oggi

Durante i raid aerei su Hannover nella seconda guerra mondiale, il 26 luglio 1943, 92 bombardieri americani B17 sganciarono circa 25.000 bombe incendiarie nel centro della città e colpirono il castello in circa 100 punti. Esso di conseguenza bruciò sino alle pareti esterne.
Il fuoco sviluppatosi dalle bombe distrusse molti dei tesori d'arte presenti nelle magnifiche sale di rappresentanza, tra cui la Sala dei Cavalieri, completata nel 1688 e riservata ai grandi festeggiamenti a corte, le cui pareti e soffitti erano decorati con dipinti barocchi. In un altro raid aereo l'8 ottobre 1943, si causarono ulteriori danni alla struttura.

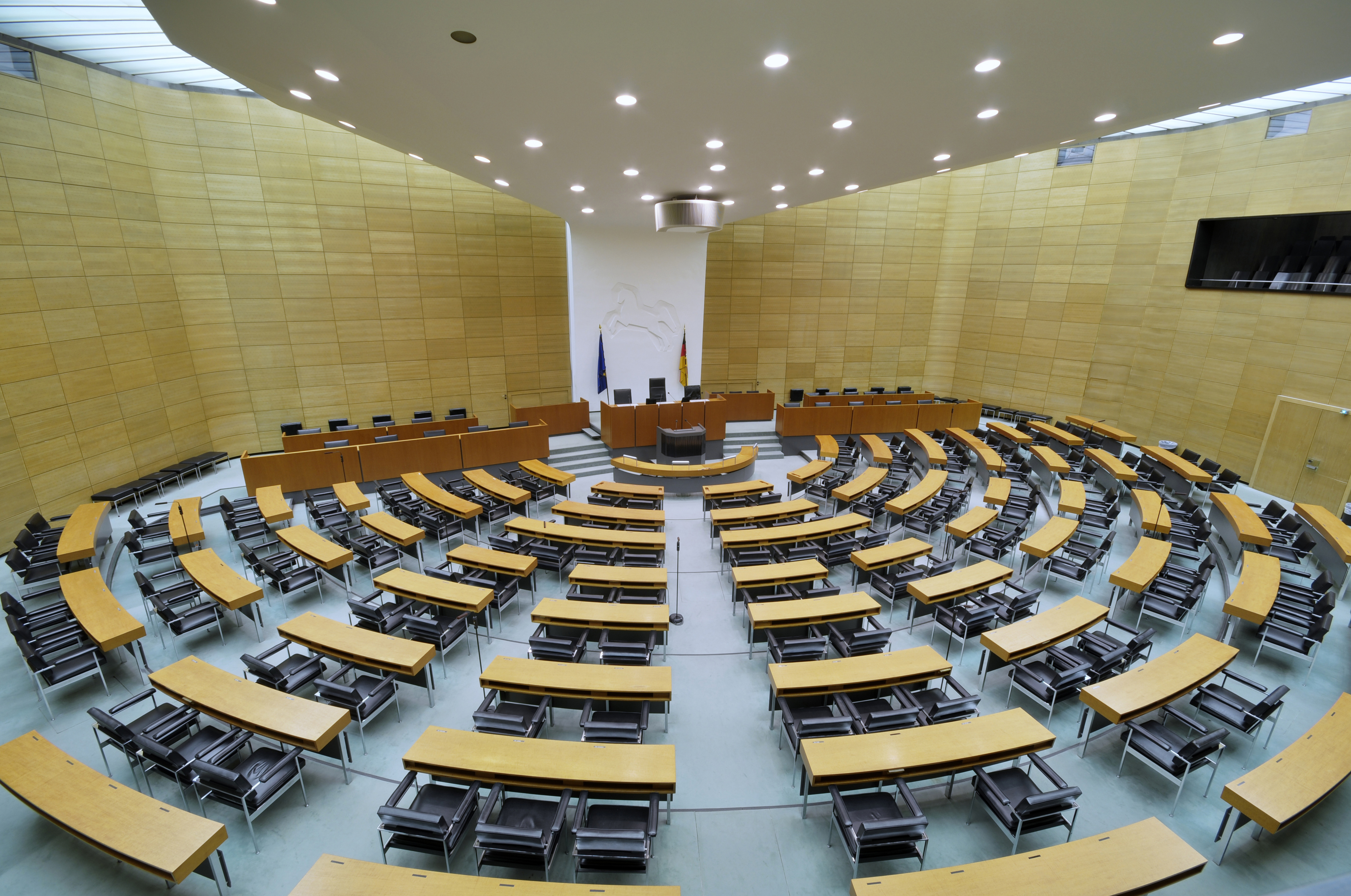
La sala plenaria del parlamento nel 2019

Nel 1948 l'urbanista di Hannover, Rudolf Hillebrecht, suggerì di tornare ad utilizzare il castello come sede del parlamento dello stato della Bassa Sassonia, istituito nuovamente nel 1946. Dal 1947, il parlamento si riuniva infatti in un'ala laterale del municipio di Hannover ma era visibilmente troppo stretto nei suoi spazi. Il Leineschloss era particolarmente adatto ad ospitare il parlamento in quanto buona parte del distretto governativo e gli uffici dei ministeri si trovavano attorno ad esso. Dal punto di vista dello sviluppo urbano, questo sito era ideale per la vicinanza tra governo e parlamento e per la sua posizione nel centro della città.
Nel 1949 la città di Hannover rinunciò al suo diritto di utilizzare il castello a favore del parlamento. A partire dal 1956 il parlamento decise di ricostruire il Leineschloss. Il 5 dicembre 1957 vennero trasferiti dalla cripta reale delle rovine del castello i sarcofagi della famiglia reale di Hannover verso il Welfenmausoleum.
Il castello venne ricostruito dal 1957 al 1962 secondo i progetti di Dieter Oesterlen, utilizzando le mura esterne della struttura neoclassica ancora rimaste in piedi e ricostruendo invece gli interni in stile moderno. La sala per le riunioni del parlamento venne costruita sopra quello che un tempo era il teatro dell'opera del palazzo, andato completamente distrutto.